# Rock and Roll Love Affair
Singles de Prince
Extraloveable
(2012)
Rock and Roll Love Affair (ou RNR Affair) est une chanson inédite du musicien américain Prince parue en single le 22 novembre 2012 en Europe. Le single s'est classé à la 22e position au Hot Adult Contemporary Tracks le 6 octobre 2012. C'est la première fois que Prince rentre au classement du Hot Adult Contemporary Tracks depuis 1994, où le single The Most Beautiful Girl in the World s'était classé à la 25e position. Le single s'est également classé en Belgique via le classement Ultratop 50 à la 86e position.
La chanson est interprétée lors de l'émission Jimmy Kimmel Live! le 23 octobre 2012. RNR Affair a été enregistré aux studios Paisley Park dans le Minnesota en 2012.
Les chœurs ont été enregistrés par Andy Allo, qui a rejoint le groupe de Prince and The New Power Generation en 2011 en tant que guitariste et chanteuse. Elle a notamment coécrit trois titres avec Prince: Superconductor, The Calm et Long Gone.

## Liste des titres
| 1. | Rock and Roll Love Affair (Promo) | 3:59 |

| 1. | Rock and Roll Love Affair (Radio Edit)                           | 4:01 |
| 2. | Rock and Roll Love Affair (Original Mix)                         | 5:25 |
| 3. | Rock and Roll Love Affair (Jamie Lewis Club Mix)                 | 7:40 |
| 4. | Rock and Roll Love Affair (Jamie Lewis Stripped Down mix)        | 6:48 |
| 5. | Rock and Roll Love Affair (Jamie Lewis Club Radio Edit)          | 3:35 |
| 6. | Rock and Roll Love Affair (Jamie Lewis Stripped Down Radio Edit) | 3:41 |